# Veinte de Noviembre, Cosamaloapan de Carpio
Veinte de Noviembre är en ort i Mexiko.   Den ligger i kommunen Cosamaloapan de Carpio och delstaten Veracruz, i den sydöstra delen av landet, 400 km öster om huvudstaden Mexico City. Veinte de Noviembre ligger 11 meter över havet och antalet invånare är 140.
Terrängen runt Veinte de Noviembre är mycket platt. Runt Veinte de Noviembre är det ganska tätbefolkat, med 65 invånare per kvadratkilometer. Närmaste större samhälle är Cosamaloapan de Carpio, 19,3 km öster om Veinte de Noviembre. Trakten runt Veinte de Noviembre består till största delen av jordbruksmark.